# Exogenesis: Symphony

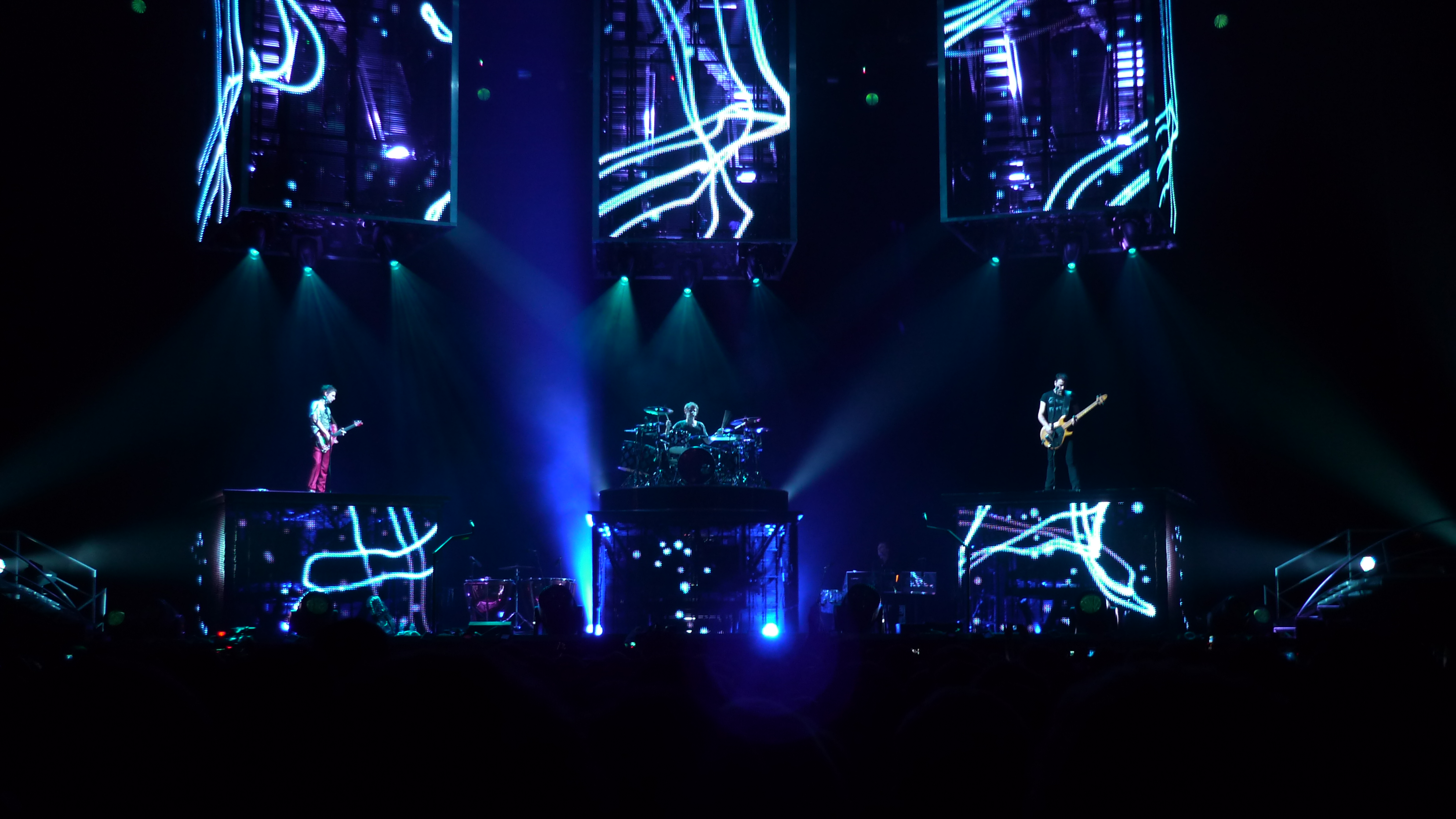
Het eerste deel van nummer wordt gespeeld tijdens een concert in 2009.

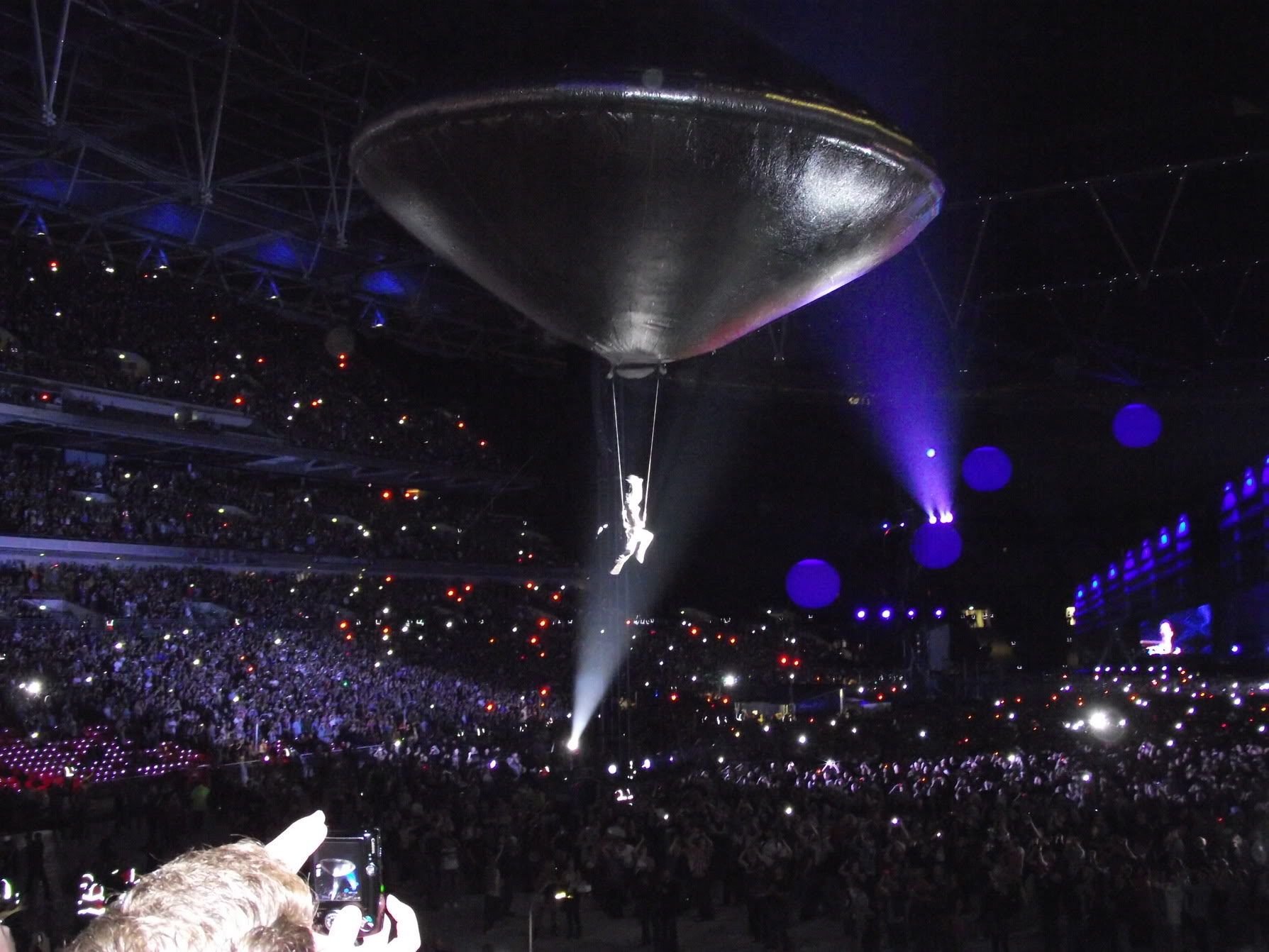
Tijdens concerten van The Resistance Tour was een vliegende schotel tijdens het nummer te zien.

Exogenesis: Symphony, ook wel bekend als gewoon "Exogenesis", is een nummer van de Britse rockband Muse van hun vijfde studioalbum The Resistance uit 2009. Het nummer, dat geschreven is door Matthew Bellamy, is een driedelige symfonie. Het eerste deel heet "Overture", het tweede "Cross-Pollination" en het laatste en derde deel heet "Redemption". Een single werd op 17 april 2010 in de Verenigde Staten uitgebracht, deze bevat naast de drie delen van "Exogenesis" ook live-versies van "Uprising" en "Resistance". Vijfhonderd exemplaren werden geïmporteerd en via de website van de band verkocht.

## Achtergrond
Een lang en symfonisch nummer in de stijl van "Exogenesis" stond al langer op de wenslijst van Bellamy. In begin 2008 zei hij tegen het muziektijdschrift NME het volgende:

Ik wil graag op het volgende studioalbum ten minste één spacerock-solo van 15 minuten.
— Matthew Bellamy, 12 maart 2008

In een later interview met het tijdschrift werd zelfs gesproken over een symfonie die vijftig minuten duurt. Eind 2008 werd de knoop doorgehakt; het aankomende studioalbum zou een driedelige symfonie gaan bevatten.

Er is een nieuw nummer dat in drie delen is verdeeld. Het is meer een symfonie dan een normaal nummer. Ik werk er al een lange tijd aan. Een groot gedeelte van de compositie is orkestraal. Ik wou nooit met een arrangeur samenwerken, die maken het vaak hun eigen. Ik heb dus zelf een compositie gemaakt.
— Matthew Bellamy, 26 november 2008

Op 3 juli 2009 werd de tracklist van The Resistance bekendgemaakt. "Exogenesis" was aanwezig als de laatste drie nummers van het album. Het nummer is geïnspireerd door Sergej Rachmaninov, Richard Strauss, Frédéric Chopin en Pink Floyd.
Een vierde deel van het nummer werd uitgebracht als 1 aprilgrap in 2010. Het nummer, wat de naam Salvation heeft gekregen, was eigenlijk een cover van Creep van Radiohead.

### Rechtszaak
In september 2012, 3 jaar nadat The Resistance en "Exogenesis: Symphony" werden uitgebracht, claimde Charles Bollfrass de rechten op de symfonie. Hij was van mening dat het een kopie is van een filmproject met dezelfde naam. Bollfrass nam in 2005 contact op met Muse en System of a Down voor de soundtrack van het filmproject. Een jaar later zei Bellamy dat hij geen interesse had. Gitarist Daron Malakian van System of a Down had wel interesse en maakte dit in een interview met televisiezender MTV bekend. Bollfrass wilde een schadevergoeding van 3,5 miljoen dollar. De band noemde de claim "complete nonsens" en zei dat de claim gebaseerd was op een scenario dat de band nooit ontvangen of ingezien had.
De rechtszaak werd in april 2013 verworpen. Volgens de rechter was de plot van het nummer te abstract om van inbreuk te kunnen spreken.

### Liveoptredens
Het eerste deel werd bijna op elk concert van The Resistance Tour gespeeld, vaak als eerste nummer van de toegift. In januari 2013 werd voor het eerst het derde deel gespeeld tijdens een concert in de Saitama Super Arena, beelden van de videoclip werden daarbij gebruikt.
Tijdens optredens van de band in stadions werd een vliegende schotel de lucht ingelaten, deze zweefde boven het publiek. Onderaan de vliegende schotel hing een acrobaat. In 2010 verstoorde de vliegende schotel het televisiesignaal van MTV tijdens het muziekfestival Rock am Ring. MTV wilde net het concert van Slayer uitzenden, maar de vliegende schotel van Muse gooide roet in het eten.

## Videoclip
Een videoclip voor het derde deel van het nummer, Redemption, werd op 30 oktober 2012 uitgebracht. De videoclip is geregisseerd door de Japanse komiek Tekken.

## Tracklist
Alle muziek en teksten zijn geschreven door Matthew Bellamy. 
| 1.                 | Exogenesis: Symphony Part 1 (Overture)          | 4:18 |
| 2.                 | Exogenesis: Symphony Part 2 (Cross-Pollination) | 3:56 |
| 3.                 | Exogenesis: Symphony Part 3 (Redemption)        | 4:37 |
| Totale duur: 12:51 |                                                 |      |

| 1.                 | Uprising (live, Teignmouth) | 5:37 |
| 2.                 | Resistance (live, Lissabon) | 5:36 |
| Totale duur: 11:13 |                             |      |

## In andere media
- Het eerste deel van het nummer werd gebruikt in een reclame voor Dior Homme. De reclame is geregisseerd door Guy Ritchie.